# Berthe Bovy
Pour les articles homonymes, voir Bovy.
Berthe Bovy, appelée parfois Betty Bovy, est une comédienne belge, née le 6 janvier 1887 à Liège (Belgique), morte le 26 février 1977 à Montgeron (Essonne, France).

## Biographie

### «La Grande Dame»
Poussée par son père, Théophile Bovy (de moins de 24 ans son ainé), journaliste, poète, dramaturge, auteur des paroles du Chant des Wallons, Berthe Bovy, encore toute jeune, commence par jouer de petits rôles dans la troupe de l'ami de son père, Victor Raskin, au "Casino Grétry", dans les abords des Guillemins à Liège. Cotoyant les comédiens wallons Halleux, Fauconnier, Loncin et Iseret, elle se passionne pour l'art dramatique. Elle s'inscrit d'abord au Conservatoire de Bruxelles, puis, en 1906, au Conservatoire de Paris, dans la classe de Charles Le Bargy.
En 1907, elle entre à la Comédie-Française, où elle est dirigée par Sarah Bernhardt. Elle apparaît en page Renaissance dans L'Assassinat du Duc de Guise en 1908. Elle  fait la connaissance de Sacha Guitry, alors marié à la comédienne Charlotte Lysès. Elle gagne la notoriété, avec notamment Poil de carotte et, surtout, en 1930, La Voix humaine, pièce en un acte que Jean Cocteau avait écrite à son intention, et qu'elle enregistre l'année même de la création sur deux disques 78 tours de la marque Columbia (elle en effectue un second enregistrement, pour Pathé, en 1957).
Le 20 mars  1913, elle épouse Charles Granval (de son vrai nom Gribouval) dont elle divorce en 1918. Ce dernier épouse par la suite Madeleine Renaud en 1922.
Elle épouse ensuite le dessinateur « Don ».
Le 20 avril 1929, elle épouse en troisièmes noces le comédien Pierre Fresnay qui divorce quelques années plus tard, après un long procès, du fait de sa rencontre avec Yvonne Printemps.
Après trente cinq années de carrière, elle quitte la Comédie-Française en 1941, refusant de participer à une tournée de la troupe en Allemagne.
Elle joue alors sur les boulevards Arsenic et vieilles dentelles de Joseph Kesselring, se taillant une réputation de vieille dame digne, à laquelle il vaut mieux ne pas se frotter. Nommée sociétaire honoraire par ses camarades dès 1947, elle revient à la Comédie-Française en 1950 et y poursuit sa carrière de comédienne.
Elle a de nombreux élèves, dont plusieurs connaissent la célébrité, notamment Madeleine Renaud, Fernand Ledoux, Pierre Fresnay, devenu son troisième époux en 1929.
Elle fait ses adieux à la scène le 2 septembre 1967, à l'âge de quatre-vingts ans, dans le rôle de Madame Pernelle du Tartuffe de Molière.
Au cinéma, Berthe Bovy est apparue dans près de deux cents films, muets et parlants, comme Cœur de femme et Roman d'une pauvre fille. L'un de ses rôles les plus marquants est celui de Mme Bonnet dans Boule de Suif de Christian-Jaque (1945). Elle avait joué auparavant le page dans L'Assassinat du duc de Guise d'André Calmettes et Charles Le Bargy (1908), La Terre d'André Antoine, d'après Zola (1921), Le Joueur de Gerhard Lamprecht et Louis Daquin (1938). On la retrouve plus tard dans Fantômas contre Fantômas de Robert Vernay (1948), puis dans L'Armoire volante (1948) et dans La Maison Bonnadieu (1951) deux films de Carlo Rim.
Berthe Bovy est inhumée au cimetière de Sainte-Walburge, à Liège.

## Filmographie

### Cinéma
- 1908 : L'Assassinat du duc de Guise de André Calmettes (Catherine de Médicis[2])
- 1908 : Œdipe roi d'André Calmettes
- 1909 : La Reine Margot de Camille de Morlhon
- 1909 : L'enfant guidait ses pas (production Pathé)
- 1909 : La Rose d'or de Gaston Velle
- 1909 : Tarakanowa et Catherine II (La princesse Tarakanowa et Catherine II)
- 1910 : Le Tyran de Jérusalem  de Albert Capellani : Sophronie
- 1910 : On ne badine pas avec l'amour (production Pathé)
- 1910 : David et Goliath d'Henri Andréani
- 1910 : Le Marchand d'images de Gaston Velle
- 1910 : La Fin d'une royauté d'André Calmettes
- 1910 : L'Héritière d'Henri Pouctal
- 1910 : L'Écharpe d'André Calmettes
- 1911 : Madame Tallien de Camille de Morlhon
- 1911 : L’Histoire d'une rose de Camille de Morlhon
- 1911 : Latude ou Trente-cinq ans de captivité de Gérard Bourgeois
- 1911 : Le Roman d'une pauvre fille de Gérard Bourgeois
- 1911 : Le Duc de Reichstadt, Napoléon II (1811-1832)  de Georges Denola
- 1911 : Fafarifla ou Le fifre magique de Gaston Velle
- 1911 : La Rançon du roi Jean de Camille de Morlhon
- 1911 : L'Armure de feu de Gaston Velle
- 1911 : La Dette (production Pathé)
- 1912 : L'Affaire du collier de la reine de Camille de Morlhon : Jeanne de La Motte
- 1912 : La Conquête du bonheur de Gérard Bourgeois : Suzette Robert
- 1912 : L'Infidèle de René Leprince
- 1912 : Méprise fatale de Gérard Bourgeois
- 1912 : La Légende du miroir (production SCAGL)
- 1912 : Grisélidis (production Pathé)
- 1912 : L'Attrait de Paris de Gérard Bourgeois
- 1912 : Le Dévouement d'une sœur de Camille de Morlhon
- 1913 : Le Fils de Lagardère d'Henri Andréani : Bathilde de Wendel
- 1913 : Cœur de femme de René Leprince et Ferdinand Zecca
- 1913 : Grandeur d'âme d'Henri Andréani
- 1913 : La Conquête du bonheur de Gérard Bourgeois
- 1913 : Le Secret d'une orpheline de Camille de Morlhon
- 1913 : Le Baiser suprême (production Pathé)
- 1913 : Le Roman de Carpentier (production GFP)
- 1921 : La Terre d'André Antoine : La Trouille
- 1922 : Molière, sa vie, son œuvre de Jacques de Féraudy
- 1934 : Un soir à la Comédie-Française, court métrage de Léonce Perret
- 1938 : Le Joueur de Gerhard Lamprecht et Louis Daquin : Babouchka
- 1939 : Le Déserteur ou Je t'attendrai de Léonide Moguy : la mère de Paul Marchand
- 1942 : La Belle Aventure de Marc Allégret : Madame de Trévillac
- 1945 : Boule de Suif de Christian-Jaque : Mme Bonnet
- 1946: L'Affaire du collier de la Reine de Marcel L'Herbier[2]
- 1948 : D'homme à hommes de Christian-Jaque : la mère de Dunant
- 1948 : L'Ombre de André Berthomieu : Mme Fournier
- 1948 : Les Dernières Vacances de Roger Leenhardt : Tante Délie
- 1948 : L'Armoire volante de Carlo Rim : Madame Lobligeois
- 1949 : Fantômas contre Fantômas de Robert Vernay : La vieille dame
- 1949 : La Souricière d'Henri Calef
- 1951 : La Maison Bonnadieu de Carlo Rim : Mme Ramdin
- 1954 : L'Affaire Maurizius de Julien Duvivier : la grand-mère
- 1956 : Le Secret de sœur Angèle de Léo Joannon : la supérieure de Paris
- 1957 : Bonjour Toubib de Louis Cuny : Mme Cohen
- 1961 : 21 rue Blanche à Paris, documentaire de Quinto Albicocco et Claude-Yvon Leduc
- 1962 : Mon oncle du Texas de Robert Guez : la grand-mère Élisa
- 1967 : Le Dimanche de la vie de Jean Herman : Nanette
- 1971 : Aussi loin que l'amour de Frédéric Rossif : une invitée

### Télévision
- 1957 : Un nommé Charles Naundorf, Énigmes de l'histoire, réalisateur Stellio Lorenzi, auteurs : Stellio Lorenzi, Alain Decaux et André Castelot, dans le rôle d'Agathe de Rambaud[3].
- 1962 : Les Cinq Dernières Minutes, épisode L’Épingle du jeu de Claude Loursais
- 1963: Les Raisins verts de Jean-Christophe Averty
- 1968 : Au théâtre ce soir : Monsieur Le Trouhadec saisi par la débauche de Jules Romains, mise en scène Robert Manuel, réalisation Pierre Sabbagh, Théâtre Marigny
- 1968 : Les Enquêtes du commissaire Maigret de Michel Drach, épisode : L'Inspecteur Cadavre : Mme Berjon
- 1970 : Tango de Sławomir Mrożek, réalisation Jean Kerchbron
- 1971 : La Belle Aventure de Jean Vernier : Mme de Trevillac
- 1971 : Crime et Châtiment de Stellio Lorenzi : Alione

### Radio
- 1951 : La Berceuse irlandaise de Julien Blanc, R.T.F, 12 janvier.

## Théâtre

### Comédie-Française
Entrée à la Comédie-Française en 1907
Sociétaire de 1920 à 1967
359e sociétaire
Sociétaire honoraire en 1947
- 1907 : Monsieur Alphonse d'Alexandre Dumas fils : Adrienne
- 1907 : La Mère confidente de Marivaux : Angélique
- 1908 : Le Bon roi Dagobert d'André Rivoire : une novice
- 1909 : La Furie de Jules Bois : une fille d'Herakles
- 1909 : La Robe rouge d'Eugène Brieux : Catialéna
- 1909 : Athalie de Jean Racine, mise en scène Mounet-Sully : Joas
- 1910 : La Comtesse d'Escarbagnas de Molière : Jeannot
- 1911 : Cher maître de Fernand Vandérem : Mme Patinel
- 1911 : Primerose de Gaston Arman de Caillavet et Robert de Flers : Donatienne
- 1911 : Les Plaideurs de Jean Racine : Isabelle
- 1912 : Le Mariage forcé de Molière : première égyptienne
- 1912 : L'Embuscade de Henry Kistemaeckers : Anne-Marie
- 1912 : Maître Favilla de Jules Truffier d'après George Sand : Juliette
- 1913 : Yvonic de Paul Ferrier et Jeanne Ferrier : Huguette
- 1913 : La Marche nuptiale de Henry Bataille : Mlle Aimée
- 1914 : Le Mariage de Figaro de Beaumarchais : Chérubin
- 1914 : Georgette Lemeunier de Maurice Donnay : Nicole
- 1915 : Le Mariage forcé de Molière : première égyptienne
- 1916 : On ne badine pas avec l'amour d'Alfred de Musset, mise en scène Louise Lara : Rosette
- 1917 : Le Barbier de Séville de Beaumarchais : Rosine
- 1919 : L'Hérodienne d'Albert du Bois : Latro
- 1920 : L'Amour médecin de Molière, mise en scène Georges Berr : Champagne
- 1920 : Le Repas du lion de François de Curel : Jean de Miremont
- 1920 : Paraître de Maurice Donnay : Germaine Lacouderie
- 1920 : Les Deux Écoles d'Alfred Capus : Estelle
- 1920 : Barberine d'Alfred de Musset, mise en scène Émile Fabre : Kalekairi
- 1921 : La Coupe enchantée de Jean de La Fontaine et Champmeslé : Lélie
- 1921 : Le Passé de Georges de Porto-Riche : Antoinette Bellangé
- 1921 : Circé d'Alfred Poizat : le satyre Marsias
- 1922 : La Comtesse d'Escarbagnas de Molière : le Comte
- 1922 : L'École des femmes de Molière : Agnès
- 1922 : Le Mariage forcé de Molière : première égyptienne
- 1922 : Le Chevalier de Colomb de François Porché : Miguel
- 1923 : Le Carnaval des enfants de Saint-Georges de Bouhélier : Hélène
- 1924 : L'École des femmes de Molière : Agnès
- 1924 : La Bonne Mère de Chevalier de Florian : Arlequin
- 1924 : Je suis trop grand pour moi de Jean Sarment : Moute
- 1925 : Les Corbeaux d'Henry Becque, mise en scène Léon Bernard : Marie
- 1925 : Les Plaideurs de Jean Racine : la comtesse
- 1925 : L'École des quinquagénaires de Tristan Bernard : Clara
- 1925 : L'Obole d'un soir ancien de Jean Sarment : l'Ombre
- 1926 : Le Pèlerin de Charles Vildrac : Denise Dantin
- 1926 : Les Compères du roi Louis de Paul Fort : Marianne des Cordes
- 1926 : Le Mariage de Victorine de George Sand : Victorine
- 1928 : Le Métier d'amant d'Edmond Sée : Berthe Ganine
- 1928 : Le Philosophe sans le savoir de Michel-Jean Sedaine : Victorine
- 1928 : Turcaret ou le Financier d'Alain-René Lesage, mise en scène Émile Fabre : Lisette
- 1930 : La Voix humaine de Jean Cocteau, mise en scène de l'auteur
- 1931 : La Belle Aventure de Gaston Arman de Caillavet, Robert de Flers et Étienne Rey : Mme de Trévillac
- 1932 : La Navette d'Henry Becque, mise en scène Émile Fabre : Antonia
- 1934 : Barberine  d'Alfred de Musset, mise en scène Émile Fabre
- 1937 : Chacun sa vérité de Luigi Pirandello, mise en scène Charles Dullin : Mme Frola
- 1937 : Douze Livres de James Matthew Barrie : Kate
- 1938 : La Robe rouge d'Eugène Brieux : la mère d'Etchepare
- 1938 : L'Âge ingrat de Jean Desbordes, mise en scène Julien Bertheau : la mère
- 1938 : Le Testament du Père Leleu de Roger Martin du Gard, mise en scène Jacques Copeau : la Torine
- 1939 : L'Amour médecin de Molière, mise en scène Pierre  Bertin : Lisette
- 1939 : La Belle Aventure de Gaston Arman de Caillavet, Robert de Flers, Étienne Rey : Mme de Trévillac
- 1941 : Noé d'André Obey, mise en scène Pierre Bertin : la maman
- 1941 : Léopold le bien-aimé de Jean Sarment, mise en scène Pierre Dux : Blanche de Blanmontier
- 1941 : La Farce de Maître Pathelin : Guillemette
- 1950 : La Belle Aventure de Gaston Arman de Caillavet, Robert de Flers et Étienne Rey, mise en scène Jean Debucourt : Mme de Trévillac
- 1950 : Les Caves du Vatican d'André Gide, mise en scène Jean Meyer : Marguerite
- 1950 : L'Arlésienne d'Alphonse Daudet, mise en scène Julien Bertheau, Comédie-Française au Théâtre de l'Odéon : Renaude
- 1951 : Chacun sa vérité de Luigi Pirandello, mise en scène Julien Bertheau d'après Charles Dullin : Mme Frola
- 1951 : Le Veau gras de Bernard Zimmer, mise en scène Julien Bertheau : Mme Blanchard
- 1953 : Monsieur Le Trouhadec saisi par la débauche de Jules Romains, mise en scène Jean Meyer : la vieille joueuse
- 1953: Poil de carotte de Jules Renard (Madame Lepic)
- 1954 : On ne badine pas avec l'amour d'Alfred de Musset, mise en scène Maurice Escande : Dame Pluche
- 1954 : Chacun sa vérité de Luigi Pirandello, mise en scène Charles Dullin : Mme Frola
- 1955 : Le Pavillon des enfants de Jean Sarment, mise en scène Julien Bertheau : Céleste Lebrix
- 1957 : Polydora d'André Gillois, mise en scène de l'auteur, Comédie-Française au Théâtre de l'Odéon : Bryaxis
- 1961 : Oncle Vania d'Anton Tchekhov, mise en scène Jacques Mauclair : Maria Vassilievna
- 1962 : Poil de carotte de Jules Renard : Mme Lepic
- 1962 : La Fourmi dans le corps de Jacques Audiberti, mise en scène André Barsacq : Félicie
- 1963 : Marie Stuart de Friedrich von Schiller, mise en scène Raymond Hermantier, création au Mai musical de Bordeaux, puis reprise à la Comédie-Française : Jeanne Kennedy
- 1965 : Monsieur Le Trouhadec saisi par la débauche de Jules Romains, mise en scène Jean Marchat : la vieille joueuse

### Hors Comédie-Française
- 1945 : Arsenic et vieilles dentelles de Joseph Kesselring, mise en scène Jacques-Henri Duval, Théâtre de l'Athénée : Dorothée Brewster
- 1948 : Mademoiselle de Jacques Deval, mise en scène de l'auteur, Théâtre Saint-Georges